# Shiza Kichuya
Shiza Kichuya là một cầu thủ bóng đá người Tanzania.
Kichuya có tên trong đội hình của Tanzania tham dự Cúp COSAFA 2017 và ghi 2 bàn thắng vào lưới Malawi.

## Sự nghiệp quốc tế

### Bàn thắng quốc tế
Tỉ số và kết quả liệt kê bàn thắng của Tanzania trước.
| #  | Ngày                | Địa điểm                                          | Đối thủ    | Tỉ số | Kết quả | Giải đấu        |
| -- | ------------------- | ------------------------------------------------- | ---------- | ----- | ------- | --------------- |
| 1. | 25 tháng 6 năm 2017 | Sân vận động Moruleng, Moruleng, Nam Phi          | Malawi     | 1–0   | 2–0     | Cúp COSAFA 2017 |
| 2. | 25 tháng 6 năm 2017 | Sân vận động Moruleng, Moruleng, Nam Phi          | Malawi     | 2–0   | 2–0     | Cúp COSAFA 2017 |
| 3. | 22 tháng 3 năm 2018 | Sân vận động 5 tháng 7 năm 1962, Algiers, Algérie | Algérie    | 1–1   | 1–4     | Giao hữu        |
| 4. | 27 tháng 3 năm 2018 | Sân vận động Quốc gia, Dar es Salaam, Tanzania    | CHDC Congo | 2–0   | 2–0     | Giao hữu        |